# هنری ون دایک

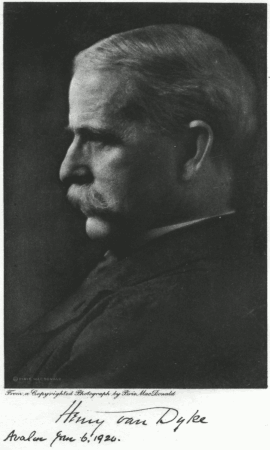
هنری ون دایک

هنری جکسن ون دایک (به انگلیسی: Henry Jackson van Dyke) (زاده ۱۰ نوامبر ۱۸۵۲ – درگذشته ۱۰ آوریل ۱۹۳۳) نویسنده، تعلیم دهنده و روحانی آمریکایی بود.

## زندگی و آثار
هنری ون دایک در نوامبر ۱۸۵۲ در ایالت پنسیلوانیا آمریکا متولد شد.
وی در سال ۱۸۷۳ از دانشگاه پرینستون و در سال ۱۸۷۷ از مدرسه الهیات پرینستون فارغ‌التحصیل شد و بین سالهای ۱۸۹۹ تا ۱۹۲۳ به عنوان استاد ادبیات انگلیسی در پرینستون خدمت کرد. در ۱۹۰۸–۱۹۰۹ دکتر ون دایک یک استاد آمریکایی در دانشگاه پاریس بود. در سال ۱۹۱۳ توسط ویلسون رئیس‌جمهور آمریکا، به عنوان سفیر در هلند و لوگزامبورگ منصوب شد.
وی برای عضویت در آکادمی هنر و ادب آمریکا انتخاب شد و افتخارات بسیار دیگری نیز دریافت کرد.
او کمیته ای را سرپرستی کرد که نخستین آداب مناجات چاپ شده کلیسای پروتستان را نوشتند.
از جمله آثار مشهورش دو داستان مربوط به عید میلاد مسیح با عنوان آن خردمند دیگر (۱۸۹۶) و نخستین درخت کریسمس (۱۸۹۷) است. درون مایه‌ها ی گوناگون مذهبی آثارش همچنین در اشعار، سرودهای مذهبی و مقالات جمع‌آوری شده در رودخانه‌های کوچک (۱۸۹۵) و بخت ماهیگیر (۱۸۹۹) نمود دارند.
آن خردمند دیگر (The Other Wise Man) داستان خیالی مغ (زرتشتی) ایرانی است که سی و سه سال در جستجوی حضرت مسیح بود. این اثر توسط دکتر حسین الهی قمشه‌ای به زبان فارسی ترجمه شده‌است.

## نمونه اشعار
Time is:
Too slow for those who wait,
Too swift for those who fear,
Too long for those who grieve,
Too short for those who rejoice,
But for those who Love,
Time is eternity.

زمان
بر آنان که در انتظارند، بسیار آهسته می‌گذرد،
بر آنان که هراسناکند، با شتاب،
بر آنان که غصه دارند، بس دراز است،
و بر آنان که شاد و خرسند، بسی کوتاه.
اما بر آنان که عاشقند،
زمان، ابدیت است.